# Rivière des Indiens (vattendrag i Kanada, lat 49,47, long -77,58)
Rivière des Indiens är ett vattendrag i Kanada.   Det ligger i provinsen Québec, i den sydöstra delen av landet, 500 km norr om huvudstaden Ottawa.
I omgivningarna runt Rivière des Indiens växer i huvudsak blandskog. Trakten runt Rivière des Indiens är nära nog obefolkad, med mindre än två invånare per kvadratkilometer.